# Prosopium cylindraceum
Prosopium cylindraceum är en fiskart som först beskrevs av Pennant, 1784.  Prosopium cylindraceum ingår i släktet Prosopium och familjen laxfiskar. Inga underarter finns listade i Catalogue of Life.